# J Dilla
James Dewitt Yancey (Detroit (Michigan), 7 februari 1974 – Los Angeles, 10 februari 2006), beter bekend als J Dilla en Jay Dee, was een Amerikaanse hiphopproducer en MC, die rond het midden van de jaren negentig opdook uit de underground hiphop-scene in Detroit, Michigan. Hij overleed in 2006 op 32-jarige leeftijd aan een hartstilstand als gevolg van een auto-immuunziekte en trombotische trombocytopenische purpura.

## Carrière
Hij begon zijn carrière als "Jay Dee" maar gebruikte vanaf 2001 de naam "J Dilla". Hij werkte met vele hiphop- en R&B-artiesten en heeft er nog meer beïnvloed, hij wordt dan ook door velen als een creatief genie beschouwd. Ook was hij lid van het producerscollectief The Soulquarians, een hiphop- en neo-soulcollectief met onder anderen Questlove, Q-Tip, Common, Erykah Badu, D'Angelo, Mos Def en Talib Kweli in de gelederen.
Ook zat hij in de hiphopgroep 'Slum Village' uit Detroit. Succesalbums zijn onder meer; 'Donuts', 'The Shining' en het in Duitsland geperste 'Ruff Draft'. Zijn werk is voornamelijk gebaseerd op het 'samplen' van voornamelijk oude soulplaten, zoals van The Jackson 5, Dionne Warwick, Eddie Kendricks en vele anderen. Dit deed J Dilla ook voor het overgrote deel met een 'MPC'.

## Jaylib
In 2002 begon de samenwerking tussen de in L.A wonende producer en MC Madlib. Het tweetal vormde de groep Jaylib en bracht in 2003 Champion Sound uit.  J Dilla verhuisde van Detroit naar L.A in 2004 en ging in de lente van 2004 op tournee met Jaylib.

## Discografie
| Jay Dee Aka J Dilla - Welcome 2 Detroit                  | BBE, BBE                                                         | 2001 |
| Common Tracks Vol. 1                                     | Not On Label                                                     | 2001 |
| Pay Jay                                                  | MCA Records                                                      | 2003 |
| The Shining                                              | BBE, Okayplayer Records                                          | 2006 |
| Donuts                                                   | Stones Throw Records                                             | 2005 |
| Mick Boogie Presents Busta Rhymes + J Dilla - Dillagence | Not On Label (Mick Boogie Self-released)                         | 2007 |
| Illa J, J Dilla - Yancey Boys (Instrumentals)            | Delicious Vinyl                                                  | 2008 |
| Jay Stay Paid                                            | Nature Sounds                                                    | 2009 |
| Rebirth Of Detroit                                       | Ruff Draft Records                                               | 2012 |
| Lost Tapes Reels + More                                  | Mahogani Music                                                   | 2013 |
| De La Soul x J Dilla - Smell The Da.I.S.Y.               | AOI Records                                                      | 2014 |
| Dillatronic                                              | Vintage Vibez Music Group                                        | 2015 |
| The Diary 11 versions                                    | Pay Jay Productions, Mass Appeal                                 | 2016 |
| The King Of Beats II                                     | Yancey Media Group                                               | 2016 |
| Jay Dee A.K.A. King Dilla                                | Ne'Astra Music Group                                             | 2017 |
| Jay Dee's Ma Dukes Collection                            | Yancey Media Group, Official Ma Dukes, Vintage Vibez Music Group | 2016 |
| Motor City                                               | Nature Sounds, Official Ma Dukes, Vintage Vibez Music Group      | 2017 |
| J Dilla's Delights (Vol. 2)                              | Yancey Media Group, Vintage Vibez Music Group                    | 2017 |
| J Dilla's Delights (Vol. 1)                              | Yancey Media Group, Vintage Vibez Music Group                    | 2017 |

- Bibsys: 1642068490863
- Bibliothèque nationale de France: cb14585893g (data)
- Catàleg d'autoritats de noms i títols de Catalunya: 981058620309706706
- Gemeinsame Normdatei: 131660039
- International Standard Name Identifier: 0000 0000 5489 7731
- Library of Congress Control Number: no2006126809
- MusicBrainz: cbcbb22c-3a8d-46af-b4ba-09c98f0d7931
- Bibliotheek van het Japanse parlement: 001300239
- Nationale Bibliotheek van Tsjechië: osa20241229691
- Réseau des bibliothèques de Suisse occidentale: 02-A016614720
- Istituto Centrale per il Catalogo Unico: UBOV053517
- Système universitaire de documentation: 082686297
- Virtual International Authority File: 32244000
- WorldCat: E39PBJjMBM76K8KFPJpHgR4Dv3